# Karl Kasbauer
Karl Kasbauer (* 1949 in Linz) ist ein österreichischer Schulpädagoge und Kirchenmusiker.

## Leben und Wirken
Karl Kasbauer wurde 1949 als Spross einer Lehrerfamilie in Linz geboren und verbrachte seine Kindheit in Waldkirchen am Wesen. In seiner Schulzeit am Stiftsgymnasium Wilhering erkannte Balduin Sulzer, der dort wenig zuvor seine Unterrichtstätigkeit aufgenommen hatte, das Talent Kasbauers und legte so den Grundstein für dessen Studium der Musikerziehung und Geschichte am Mozarteum und der Universität Salzburg.
Von 1973 bis 1992 unterrichtete Kasbauer am BORG Grieskirchen, wo er entscheidenden Anteil am Aufbau eines eigenen Musikzweiges hatte. In seiner Amtszeit als Fachinspektor für Musikerziehung und Instrumentalunterricht am Landesschulrat für Oberösterreich von 1992 bis 2010 setzte sich Kasbauer besonders für eine höhere Bedeutung des Musikunterrichts in allen Schulformen ein. So gelang es ihm beispielsweise die Beteiligung am Landesjugendsingen von 50 Chören vor seiner Amtszeit auf 114 im Jahr 2010 zu heben.
Von 1988 bis 2000 war Kasbauer Kapellmeister der Stadtkapelle Grieskirchen. Als Leiter des Chors der Stadtpfarrkirche Grieskirchen veranstaltet Kasbauer regelmäßig Konzerte unter Beteiligung überregional bedeutender Solisten wie Katharina Hebelkova und Christa Ratzenböck. So auch eine Aufführung von Orffs Carmina Burana im Jahr 2013 mit vier Chören anlässlich des vierhundertjährigen Bestehens der Stadt Grieskirchen. 2015 übertrug der ORF einen von Kasbauer als Orgelsolist und Chorleiter musikalisch begleiteten Pfingstgottesdienst.
2009 wurde Karl Kasbauer der Berufstitel Hofrat verliehen. In Würdigung seiner Leistungen wurde er 2010 von den Oberösterreichischen Nachrichten als „Oberösterreicher des Tages“ vorgestellt.

## Auszeichnungen
- 2011: Kulturmedaille des Landes Oberösterreich[11]
- 2015: Ehrenring der Stadt Grieskirchen[12]